# Joachim Eberhard von Gemmingen
Joachim Eberhard von Gemmingen (* 20. April 1893 in Stuttgart; † 18. Oktober 1967 in München) war im Ersten Weltkrieg als Nachfolger von Ernst A. Lehmann Kommandant des Zeppelins LZ 98. Ab den späten 1920er Jahren machte er eine technische Beamtenkarriere beim Militär. Zuletzt war er Regierungsbaudirektor. Er war der Ehemann der Kinderbuchautorin Johanne von Gemmingen (1901–2001).

## Leben
Er entstammte dem 2. Ast (Bonfeld) der II. Linie (Gemmingen und Guttenberg) der Freiherren von Gemmingen und war der zweite Sohn des württembergischen Staatsrats Karl von Gemmingen (1861–1953) und der Hermine von Landbeck (1865–1931).
Gemmingen besuchte die Schule in Stuttgart und danach die Kadettenanstalt in Berlin, wo er 1910 das Fähnrichexamen und 1911 die Offiziersprüfung bestand. Am 2. März 1911 wurde er Leutnant im Dragoner-Regiment „König“ (2. württembergisches) Nr. 26, mit dem er anfangs auch am Ersten Weltkrieg teilnahm.
Er war ein Großneffe des Grafen Zeppelin und kam 1916 zum Luftschiff-Schulkommando, wo er zum Oberleutnant befördert wurde. Beim Luftschiff-Kommando LZ 98 wurde er Kommandant der Luftschiff-Ersatzabteilung 2 und übernahm im Februar 1917 das Kommando von Ernst A. Lehmann. LZ 98 wurde jedoch noch im Jahr 1917 demontiert, woraufhin Gemmingen zu seinem alten Regiment zurückkehrte.
Nach Kriegsende absolvierte er das Abitur, machte eine Maschinenbauer-Ausbildung bei Daimler-Benz in Stuttgart und studierte dort danach an der Technischen Hochschule, die er mit einem Maschinenbau-Diplom verließ. Nach einer längeren Phase der Arbeitslosigkeit und verschiedenen Tätigkeiten kam er 1928 als Landesbeamter und Truppenlehrer zur Heeresfachschule nach Ulm, wo er 1930 Gewerbeschulrat wurde. Nachdem er 1933 nach Dresden versetzt worden war, wurde er 1935 aus dem Heeresfachschuldienst entlassen, um als Reichsbeamter in den höheren technischen Dienst der Wehrmacht übernommen zu werden. 1935 wurde er Ober-Regierungsbaurat, 1939 Oberstleutnant (Ing.) und 1942 Oberst (Ing.). Nach Kriegsende wurde er interniert und kehrte 1946 nach Stuttgart zurück.

## Familie
Er war in erster Ehe verheiratet mit Marianne von Palm (1889–1977). Dieser Ehe, die 1930 geschieden wurde, entstammten vier Kinder, von denen drei das Erwachsenenalter erreichten. Im Oktober 1932 heiratete er Johanne Petershagen (1901–2001), mit der er eine weitere Tochter hatte. Auch diese Ehe war nicht glücklich und die Eheleute trennten sich. Johanne lebte in Ulm, Joachim zog nach München, wo er 1967 verstarb.
Da Sohn Volker 1928 im Kindesalter gestorben war und Sohn Arndt 1941 als junger Offizier im Zweiten Weltkrieg fiel sowie Joachims Bruder Hans nur eine Tochter und sein 1916 jung gefallener Bruder Max keine Kinder hatte, starb mit Joachim von Gemmingen das 3. Haus des Astes Bonfeld der Freiherren von Gemmingen-Guttenberg im Mannesstamm aus.
Nachkommen aus erster Ehe:
- Arndt Wilhelm Ernst (1915–1941) ⚭ Magdalena Huber (1914–1987)
- Klara Maria (1916–?)
- Volker (1918–1928)
- Sigrun Helene (1920–2003) ⚭ Helmut Beck (1919–2001)

Nachkommen aus zweiter Ehe:
- Kristin (* 1938) ⚭ Werner Kleinmann (* 1937)